# 부리위팔근
부리위팔근(coracobrachialis muscle) 또는 오훼상완근(烏喙上腕筋), 오구완근(烏口腕筋), 오훼완근(烏喙腕筋)은 어깨뼈의 부리돌기에 붙어있는 세 개의 근육 중에 가장 작은 근육이다. 다른 두 근육은 작은가슴근과 위팔두갈래근의 짧은갈래이다. 위팔의 위쪽과 중간 부분에 위치하고 있다.

## 구조
부리위팔근은 (부리위팔근과 위팔두갈래근 사이의) 가쪽근육사이막, 그리고 위팔두갈래근 짧은갈래와 함께 부리돌기의 꼭대기에서 시작된다. 그 후 위팔뼈몸통의 안쪽면과 안쪽 경계 중간에 있는 오목한 부분에 납작한 힘줄이 되어 닿는다. 이 닿는곳은 위팔세갈래근의 이는곳과 위팔근의 이는곳 사이이다.

### 신경 분포
부리위팔근에 분포하는 신경은 근육피부신경으로, 부리위팔근을 뚫고 지나간다. 근육피부신경은 팔신경얼기의 위줄기(C5, C6)와 중간줄기(C7)의 앞갈래로부터 갈라져 나온다.

## 기능
부리위팔근의 작용은 어깨관절에서 위팔을 굽히고 모으는 것이다. 또한 위팔을 벌리는 동안 위팔이 관상면으로부터 멀어지는 것에 저항한다. 어깨세모근, 위팔세갈래근 긴갈래와 함께 어깨관절을 안정하게 하는 역할도 한다.

## 임상적 중요성
부리위팔근을 과도하게 사용하면 근육이 경직될 수 있다. 부상의 흔한 원인으로는 팔을 몸에 대하여 매우 강하게 누르는 가슴 운동(예시: 링 운동)이 있다.
과도한 근육의 사용이나 부상의 증상으로는 팔과 어깨의 통증이 있으며, 이 통증은 손의 뒤쪽까지 내려가는 방사통으로 나타난다. 근육피부신경이 포착되는 더 심각한 경우에는 아래팔 노쪽 부분 피부의 감각에 이상이 생기며 팔꿉관절 굽힘이 약해진다. 이는 근육피부신경이 위팔두갈래근, 위팔근에도 분포하기 때문이다.
부리위팔근이 실제로 파열되는 경우는 극히 드물며 문헌상에서도 매우 적은 수의 사례만 존재한다. 근육의 파열은 수축된 근육에 직접적인 외상이 생겨 발생한 것으로 기록되었다. 근육의 이는곳인 부리돌기에서 찢김골절이 발생하는 경우는 간접적인 힘이 작용하여 발생하는데, 직접적인 외상이 발생하는 경우보다도 더욱 드물다.

## 추가 이미지

빨간색으로 표시된 부리위팔근
아래쪽에서 가까이 본 모습, 갈비뼈는 보이지 않게 나타내었다.
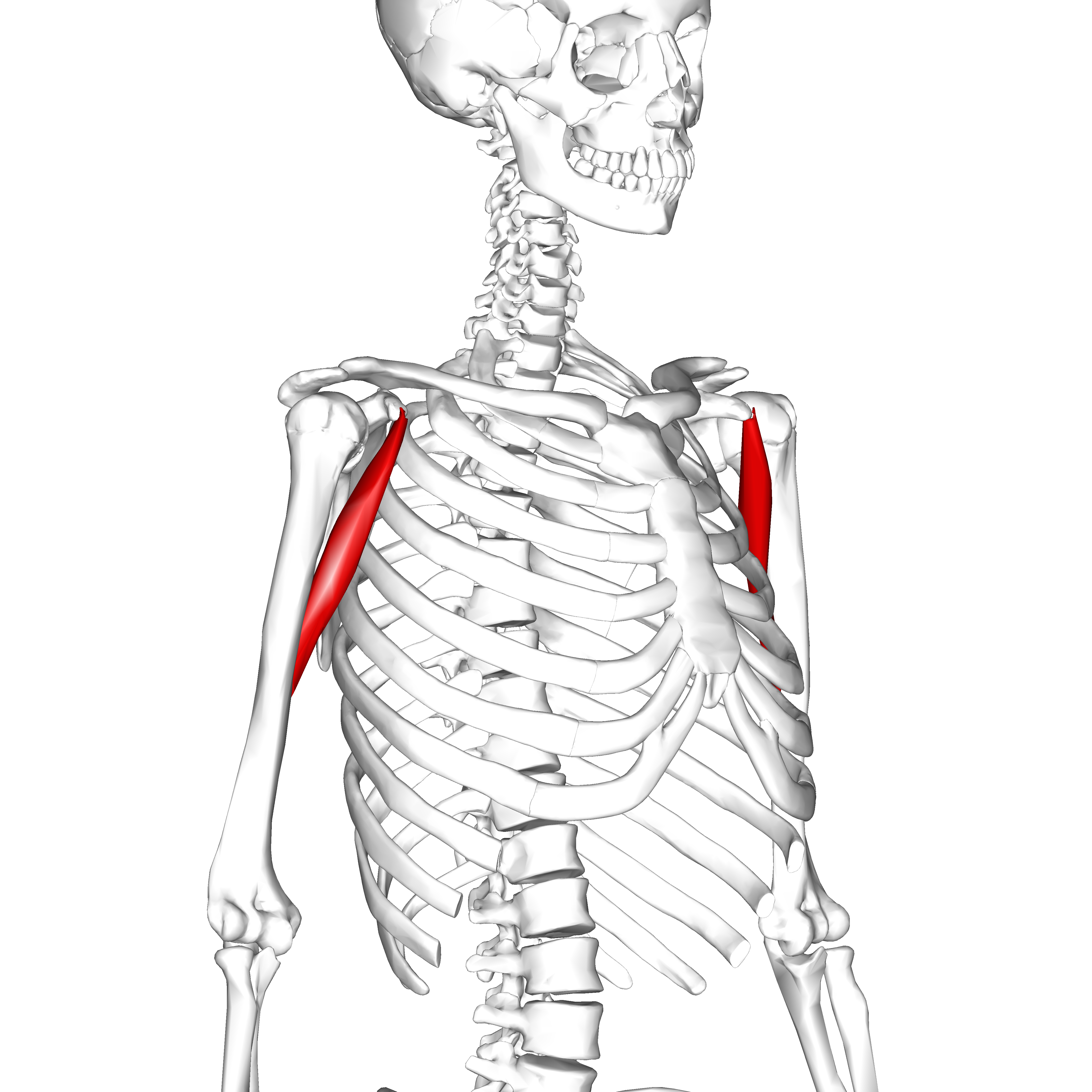
가쪽에서 본 모습
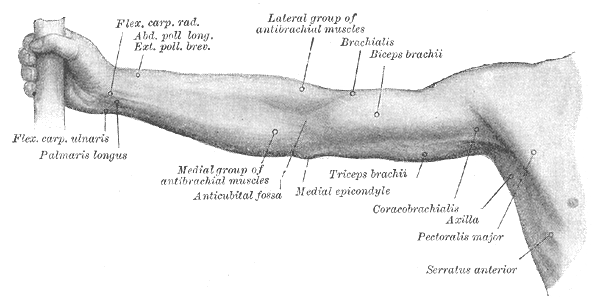
오른쪽 상지의 앞쪽에서 본 모습. 부리위팔근은 오른쪽 아래에서 네 번째에 표시되어 있다.
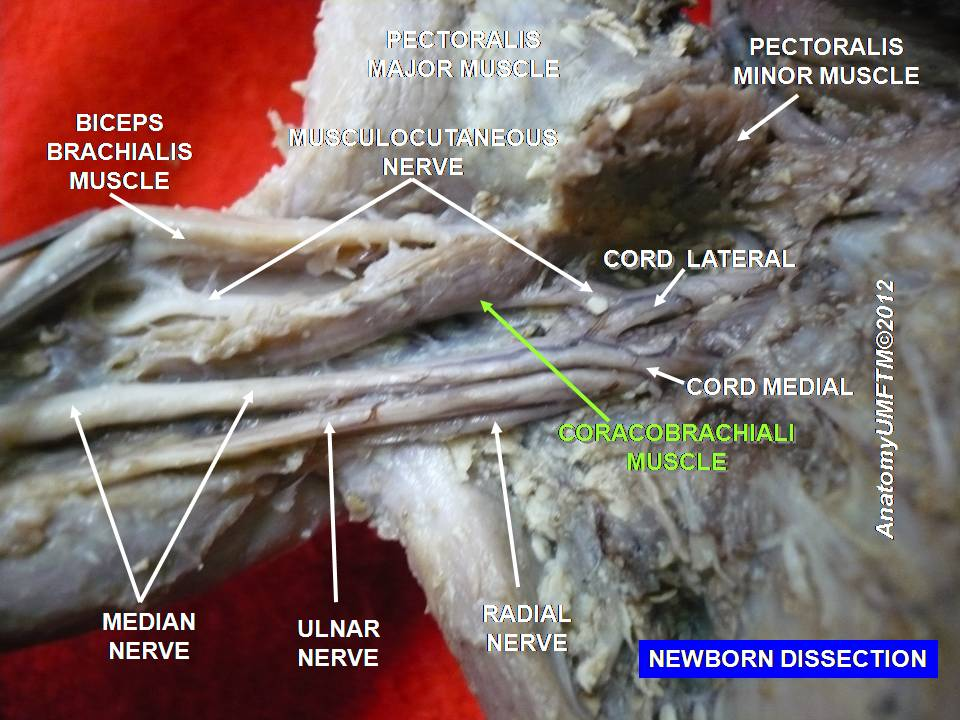
부리위팔근 (초록색 글씨로 표시)
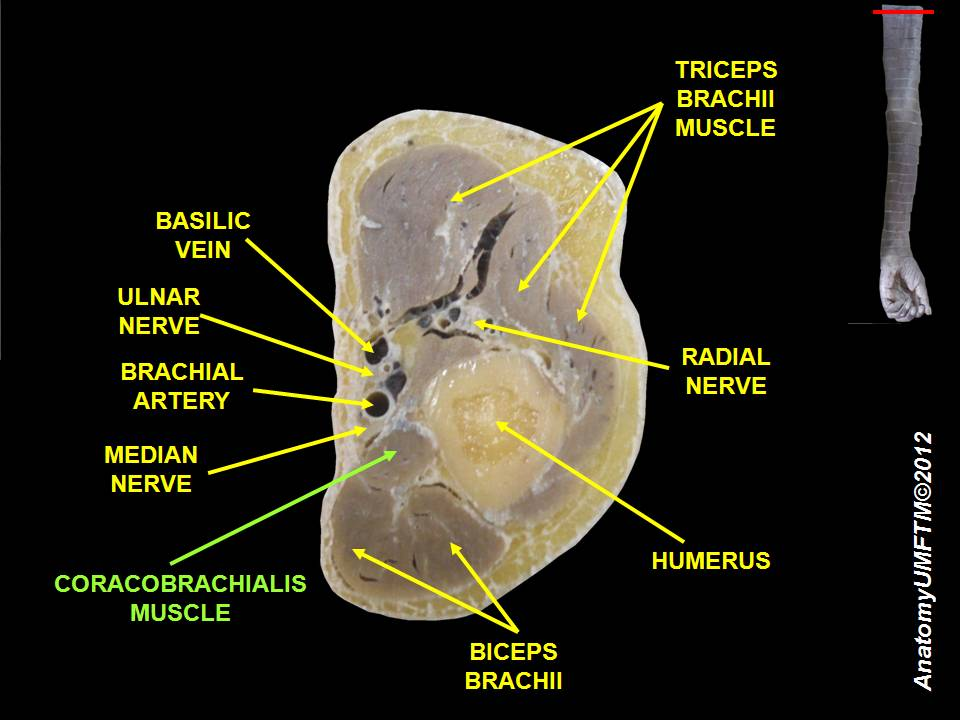
부리위팔근 (초록색 글씨로 표시), 팔의 단면
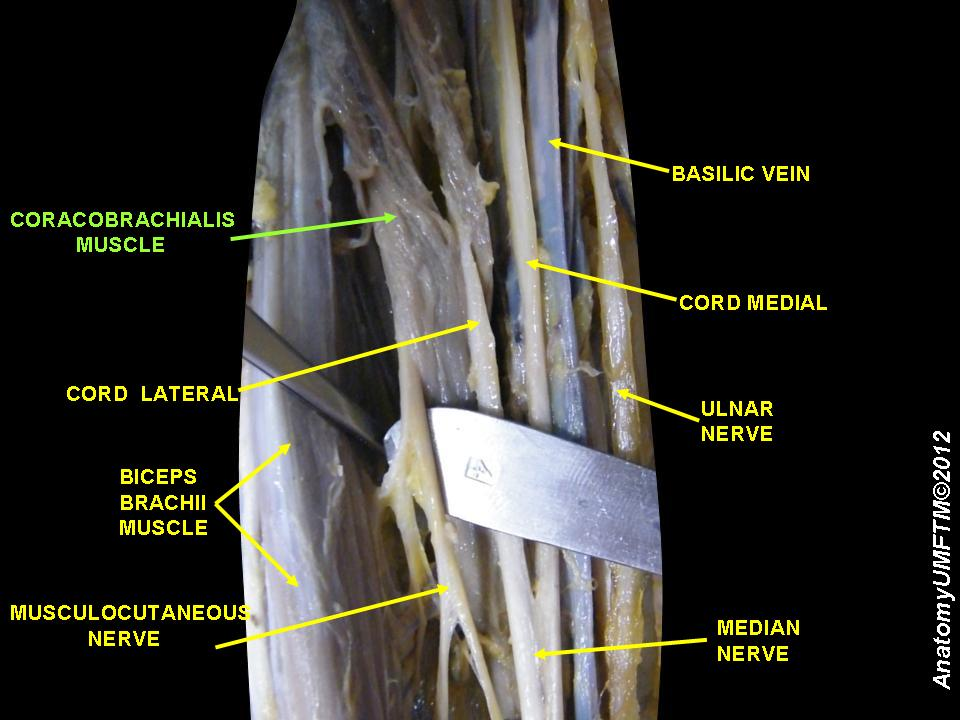
부리위팔근 (초록색 글씨로 표시)
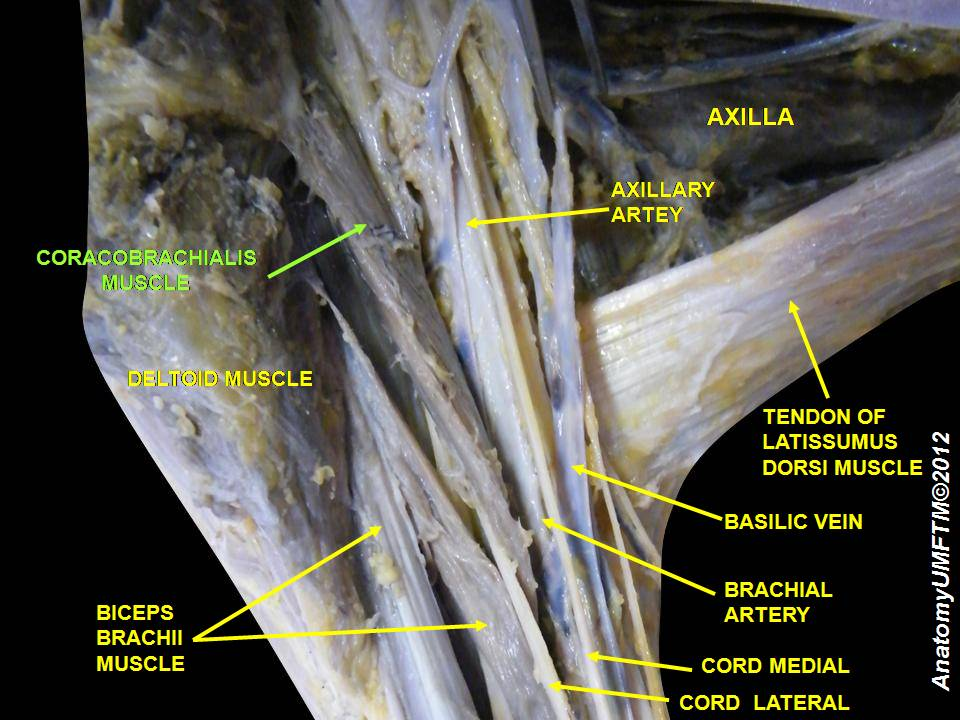
부리위팔근 (초록색 글씨로 표시)
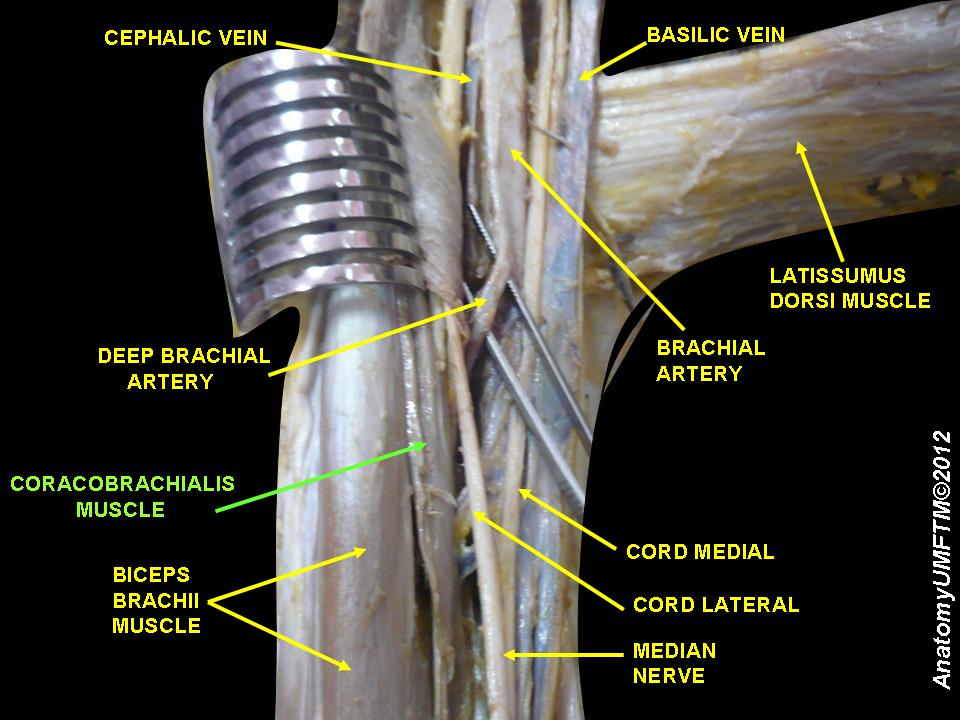
부리위팔근 (초록색 글씨로 표시)

## 참고 문헌
이 문서는 현재 퍼블릭 도메인에 속하는 그레이 해부학 제20판(1918) page 443의 내용을 기초로 작성된 글이 포함되어 있습니다.
1. ↑  Spinner, Robert J. (2018년 1월 1일),  Morrey, Bernard F.; Sanchez-Sotelo, Joaquin; Morrey, Mark E., 편집., “72 - Nerve Entrapment Syndromes”, 《Morrey's the Elbow and its Disorders (Fifth Edition)》 (영어) (Philadelphia: Elsevier), 679–701쪽, ISBN 978-0-323-34169-1, 2021년 1월 8일에 확인함
2. ↑  Saladin, Kenneth S. "The Muscular System." Anatomy & Physiology: The Unity of Form and Function. New York, NY: McGraw-Hill, 2012. 346. Print.
3. ↑  대한해부학회 (2017년 1월 25일). 《국소해부학》 3판. 도서출판 고려의학. 108쪽. ISBN 978-89-7043-868-9.
4. ↑  "Coracobrachialis Muscle And Pain" paintopia.com
5. ↑  "Coracobrachialis Muscle." Anatomy, Function and Pathology. KenHub.
6. ↑  Iannotti, Joseph P. and Gerald R. Williams. Disorders of the Shoulder: Diagnosis & Management, Volume 1 Philadelphia: Lippincott Williams and Wilkins, 2007. 271–73. Print.